# Ragimli (ort i Azerbajdzjan, Goranboj)
Ragimli är en ort i Azerbajdzjan.   Den ligger i distriktet Goranboj, i den centrala delen av landet, 270 km väster om huvudstaden Baku. Ragimli ligger 211 meter över havet och antalet invånare är 1 000.
Terrängen runt Ragimli är platt åt nordost, men åt sydväst är den kuperad. Närmaste större samhälle är Goranboy, 4,4 km nordost om Ragimli.
Trakten runt Ragimli består i huvudsak av gräsmarker. Runt Ragimli är det ganska tätbefolkat, med 70 invånare per kvadratkilometer.